# Ian Bannen

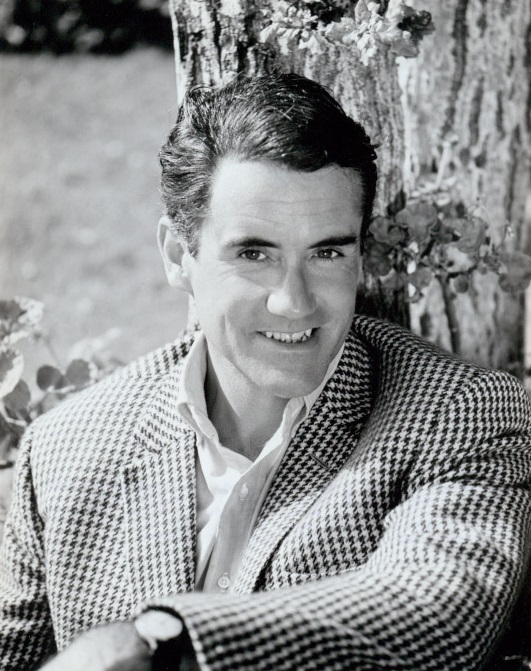
Ian Bannen (1966)

Ian Bannen (* 29. Juni 1928 in Airdrie, Lanarkshire, Schottland; † 3. November 1999 in Knockies Straight, Loch Ness, Schottland) war ein schottischer Film- und Theaterschauspieler.

## Leben
Bannen, Sohn eines schottischen Rechtsanwalts, diente in der British Army und besuchte das Ratcliffe College in Leicestershire. 1947 erfolgten seine ersten Arrangements auf Dubliner Bühnen, ehe er nach London ging, und dort Mitglied der Royal Shakespeare Company wurde. Bannens Filmdebüt gab er 1951 im Drama Unterwelt. Es folgten zahlreiche Filmangebote, er spielte insgesamt in mehr als 100 Produktionen mit. Zu seinen besten Freunden zählten Richard Harris und Peter O’Toole.
Ian Bannen war ab 1976 bis zu seinem Tod mit der Britin Marilyn Salisbury verheiratet. Er starb im Alter von 71 Jahren infolge eines Autounfalls am Loch Ness.

## Filmografie (Auswahl)
- 1956: Der beste Mann beim Militär (Private’s Progress)
- 1957: Yangtse-Zwischenfall (Yangtse Incident)
- 1958: Zwei Städte (A Tale of Two Cities)
- 1961: An einem Freitag um halb zwölf…
- 1963: Endstation 13 Sahara (Station Six-Sahara)
- 1964: Das Verlangen (Psyche 59)
- 1965: Der Flug des Phoenix (The Flight of the Phoenix)
- 1965: Ein Haufen toller Hunde (The Hill)
- 1966: Penelope
- 1967: Nur eine Frau an Bord (The Sailor from Gibraltar)
- 1970: Zu spät für Helden – Antreten zum Verrecken (Too Late the Hero)
- 1970: Die Höllenhunde (La spina dorsale del diavolo)
- 1972: Die Fratze (Fright)
- 1972: Doomwatch – Insel des Schreckens (Doomwatch)
- 1972: Sein Leben in meiner Gewalt (The Offence)
- 1973: Die Tür ins Jenseits (From Beyond the Grave)
- 1973: Der Mackintosh Mann (The MacKintosh Man)
- 1974: Die Reise nach Palermo (Il viaggio)
- 1974: Identikit
- 1975: 700 Meilen westwärts (Bite the Bullet)
- 1975: Thriller (Fernsehserie, 2 Folgen)
- 1977: Jesus von Nazareth (Jesus of Nazareth)
- 1978: Ein Haufen verwegener Hunde (Quel maledetto treno blindato)
- 1979: Dame, König, As, Spion (Tinker Tailor Soldier Spy) (Fernseh-Miniserie)
- 1980: Schrei der Verlorenen (The Watcher in the Woods)
- 1981: Mit dem Wind nach Westen (Night Crossing)
- 1981: Die Nadel (The Eye of the Needle)
- 1982: Gandhi
- 1983: Hart aber herzlich (Hart to Hart, Fernsehserie, Folge 4x11 Herausforderung im Dschungel)
- 1983: Gorky Park
- 1987: Hope and Glory
- 1988: Die Partie seines Lebens (La partita)
- 1990: Ghost Dad – Nachrichten von Dad (Ghost Dad)
- 1991: Wenn man vom Teufel spricht (Un piede in paradiso)
- 1992: Verhängnis (Damage)
- 1995: Braveheart
- 1998: Lang lebe Ned Devine! (Waking Ned)
- 2000: Die Wunder des Taliesin Jones (The Testimony of Taliesin Jones)

## Auszeichnungen
Neben einer 1966 erhaltenen Oscar-Nominierung in der Kategorie Bester Nebendarsteller und einer Golden-Globe-Nominierung für Der Flug des Phönix wurde Bannen von der BAFTA auch für sein Lebenswerk geehrt.